# Trận Soissons (486)
Trận Soissons là một trận đánh diễn ra vào năm 486 giữa quân đội Frank dưới sự thống lĩnh của Clovis I và đạo quân lãnh địa Soissons xứ Gaul thuộc La Mã dưới sự chỉ huy của Syagrius. Người Frank giành được chiến thắng trong trận chiến này, và dẫn đến cuộc chinh phục quốc gia tàn dư Soissons của La Mã, vốn được xem là một cột mốc quan trọng đối với người Frank trong nỗ lực thiết lập thành một cường quốc khu vực.
Trong bối cảnh Đế quốc Tây La Mã dần dần tan rã từ năm 476 đến 480, Syagrius là đại diện duy nhất còn lại của nền thống trị La Mã ở khu vực giữa sông Loire và Somme. Syagrius là con trai của Aegidius, magister militum per Gallias La Mã cuối cùng; ông đã giữ lại được quốc gia tàn dư của cha mình là Lãnh địa Soissons, nằm giữa sông Somme và Loire, tự xưng là Dux. Vị trí trung tâm của Soissons ở miền bắc xứ Gaul và cơ sở hạ tầng hầu như nguyên vẹn của nó góp phần vào độ ổn định trong những năm tháng của thời kỳ Di cư, mà còn làm cho khu vực này trở nên hấp dẫn đối với các láng giềng của người Frank về phía đông bắc. Lãnh thổ của Syagrius đều có cùng kích cỡ như khu vực của người Frank, dù người Frank có bị chia thành các vương quốc nhỏ, và trên hữu ngạn sông Rhine vẫn còn một chút vết tích của nền văn hóa La Mã.
Tuy vậy, Clovis I đã tìm cách điều động đủ số binh sĩ người Frank để đối đầu với lực lượng của Syagrius. Clovis còn đưa ra lời khiêu chiến cho Syagrius hẹn rõ thời gian và địa điểm của cuộc chiến. Sử gia Gregory thành Tours có nhắc đến một vị vua người Frank khác tên là Chararic đã đưa đạo quân của mình tiến vào chiến trường nhưng sau đó đứng tách biệt, với hy vọng trở thành đồng minh với phe chiến thắng. Trận chiến diễn ra sau một chiến thắng quyết định dành cho Clovis và người Frank của mình. Syagrius thân bại danh liệt đành trốn đến chỗ người Visigoth dưới sự cai trị của vua Alaric II, nhưng Clovis đe dọa chiến tranh và người Visigoth bèn trói Syagrius giao lại cho Clovis xử tử.
Qua trận đánh này mà lãnh thổ của người Frank gần như tăng gấp đôi kích cỡ; biên giới của nó bây giờ nằm trên dòng sông Loire tiếp giáp với vương quốc của người Visigoth, mà mãi sau cùng mới được định đoạt trong trận đánh khốc liệt ở Vouillé vào năm 507 và buộc phải rút lui về phía nam dãy núi Pyrénées. Trong suốt cuộc chiến, đích thân Clovis đã dẫn quân thảo phạt kẻ tráo trở Chararic, bắt giữ ông ta và con trai, rồi buộc họ phải chấp nhận lễ tôn phong và lễ cạo đầu làm giáo sĩ trợ tế. Khi được trình báo về mưu tính giành lại quyền lực của họ, Clovis liền ra lệnh xử tử cả hai cha con cùng một lúc để diệt trừ hậu họa.